# شیزوئوکا بانک

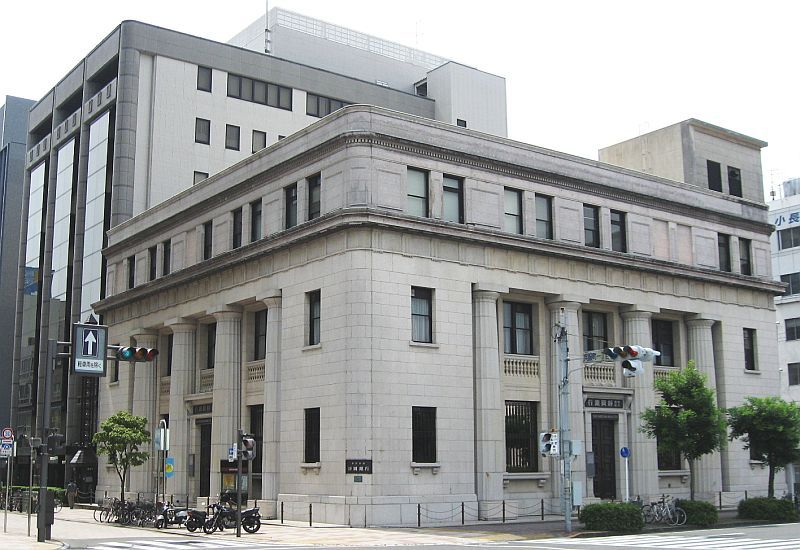
ساختمان دفتر مرکزی شیزوئوکا بانک

شیزوئوکا بانک (به ژاپنی: 株式会社静岡銀行) شرکت خدمات مالی ژاپنی است، که در سال ۱۹۴۳ تأسیس شد و در حال حاضر مالک شبکه‌ای از ۱۸۷ شعبه ارائه خدمات بانکداری، در ژاپن می‌باشد، همچنین شعبه‌های بین‌المللی آن، در شهرهای لس آنجلس، نیویورک، بروکسل، هنگ کنگ، شانگهای و سنگاپور قرار گرفته‌است.
شعبه مرکزی این بانک در شهر شیزوئوکا، ژاپن قرار دارد و بخشی از سهام آن در بازار بورس توکیو معامله می‌شود.
مستر تراست بانک با ۳٫۴ درصد، نیپون لایف با ۴٫۴ درصد، میجی یاسودا لایف با ۴٫۳ درصد، سومیتومو لایف با ۱٫۹ درصد، دای-ایچی لایف با ۱٫۷ درصد، دایچی سانکیو با ۱٫۴ درصد و ژاپن تراستی سرویس بانک با در اختیار داشتن ۱٫۵ درصد از سهام شیزوئوکا بانک، بزرگترین سهام‌داران آن به‌شمار می‌آیند.